# Svenska mästerskapet i bandy 1923
Svenska mästerskapet i bandy 1923 avgjordes genom att Västerås SK vann mot IF Linnéa med 2-1 i finalmatchen på Stockholms stadion den 25 februari 1923.

## Matcher

### Kvartsfinaler
- Linköpings AIK-Örebro SK 7-1
- IF Linnéa-Järva IS 4-3
- IFK Uppsala-IK Sirius 3-7
- Västerås SK-IK Göta 5-3

### Semifinaler
- IF Linnéa-Linköpings AIK 6-2
- Västerås SK-IK Sirius 1-0

### Final
- 25 februari 1923: Västerås SK-IF Linnéa 2-1 (Stockholms stadion)

## Svenska mästarna
Mall:Västerås SK Bandy 1923